# Вінцентувек (Люблінське воєводство)
Вінцентувек (пол. Wincentówek) — село в Польщі, у гміні Бихава Люблінського повіту Люблінського воєводства.
Населення — 182 особи (2011).
У 1975-1998 роках село належало до Люблінського воєводства.

## Демографія
Демографічна структура станом на 31 березня 2011 року:
|          | Загалом | Допрацездатний вік | Працездатний вік | Постпрацездатний вік |
| -------- | ------- | ------------------ | ---------------- | -------------------- |
| Чоловіки | 94      | 23                 | 58               | 13                   |
| Жінки    | 88      | 20                 | 44               | 24                   |
| Разом    | 182     | 43                 | 102              | 37                   |